# 黃金泳灘

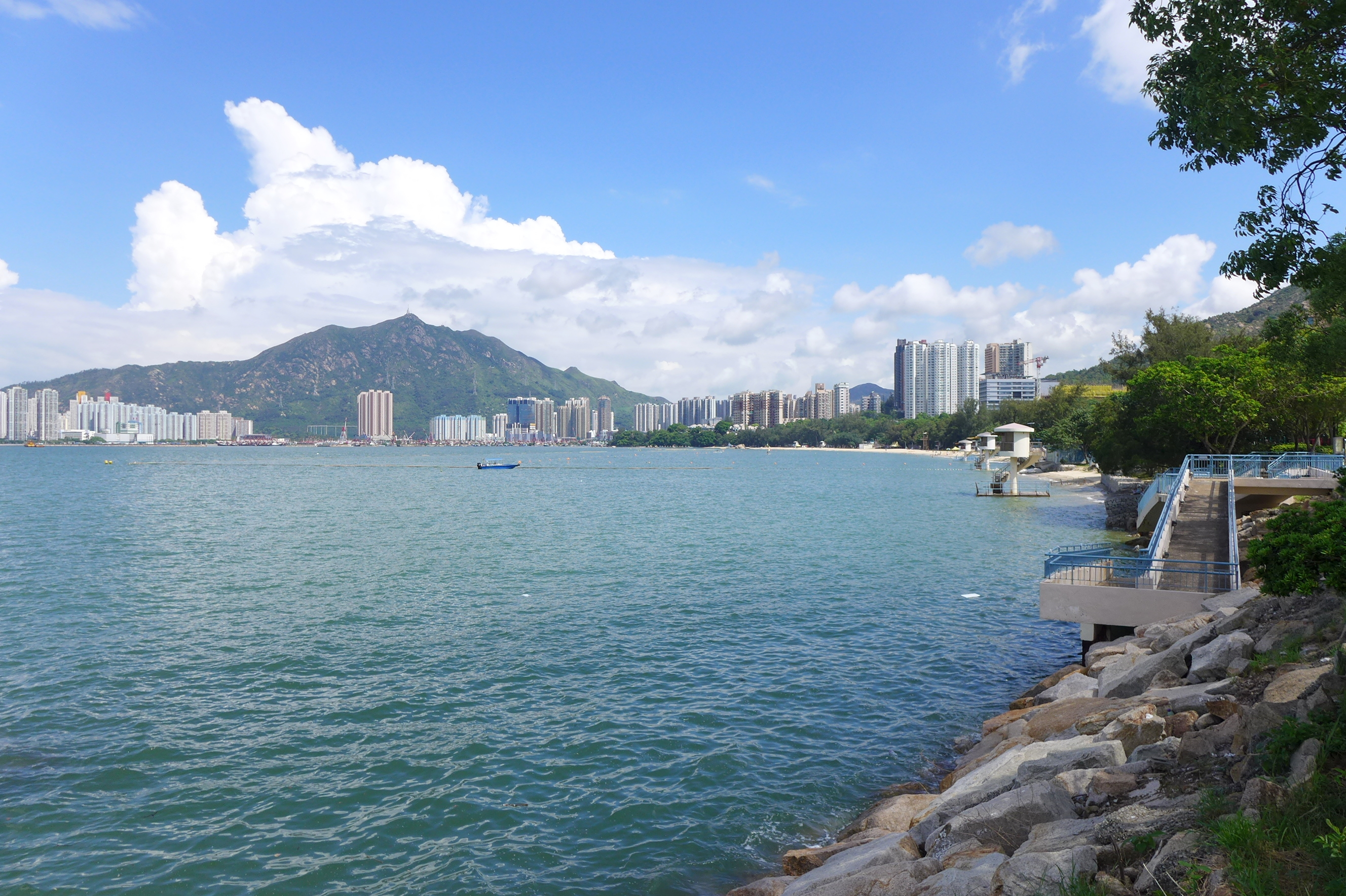
2015年的黃金泳灘，由於海浪侵蝕，現時救生亭已變成在海旁，對出的沙地都已被海水淹沒

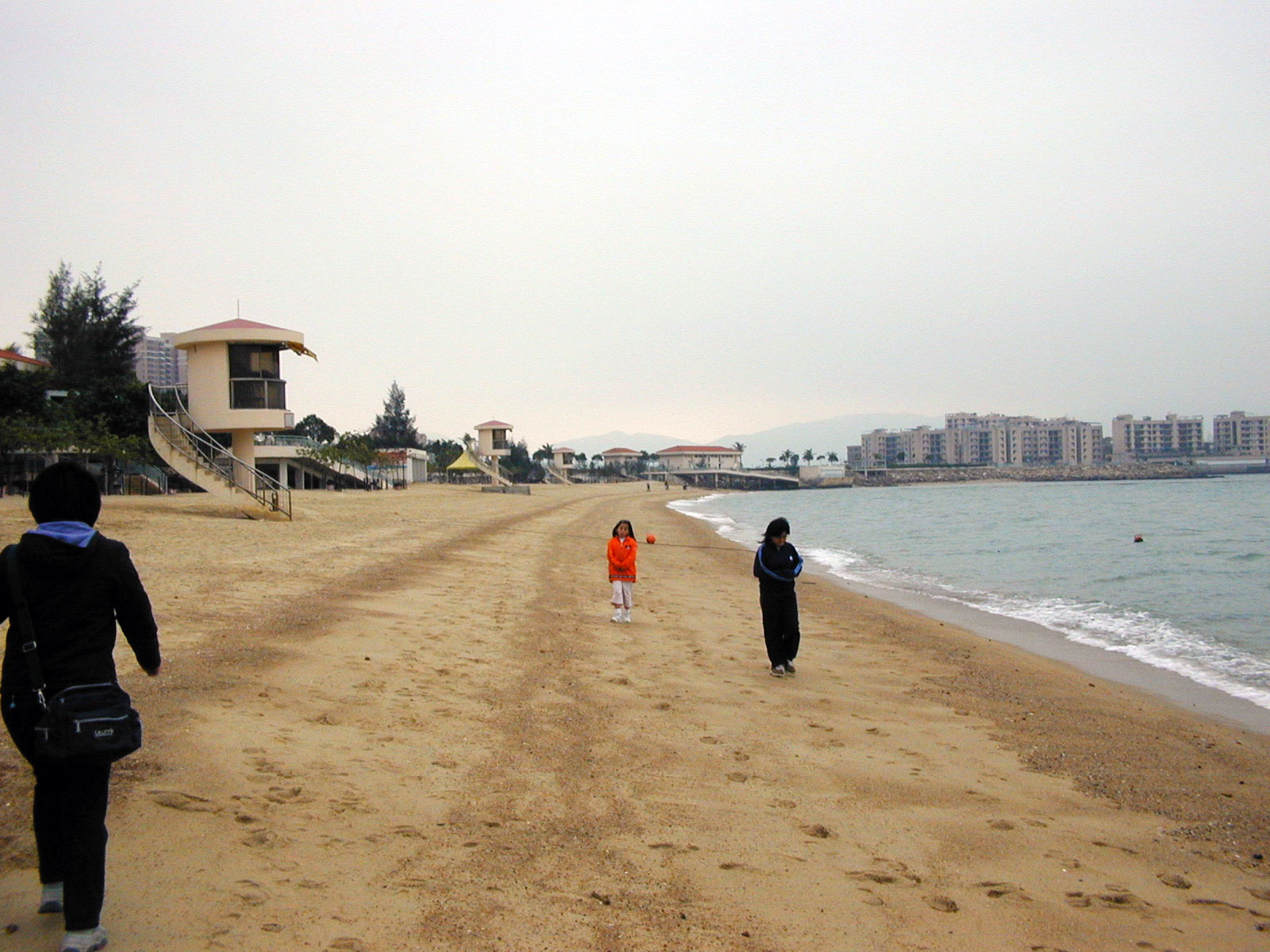
早上的黃金泳灘 (2002年)

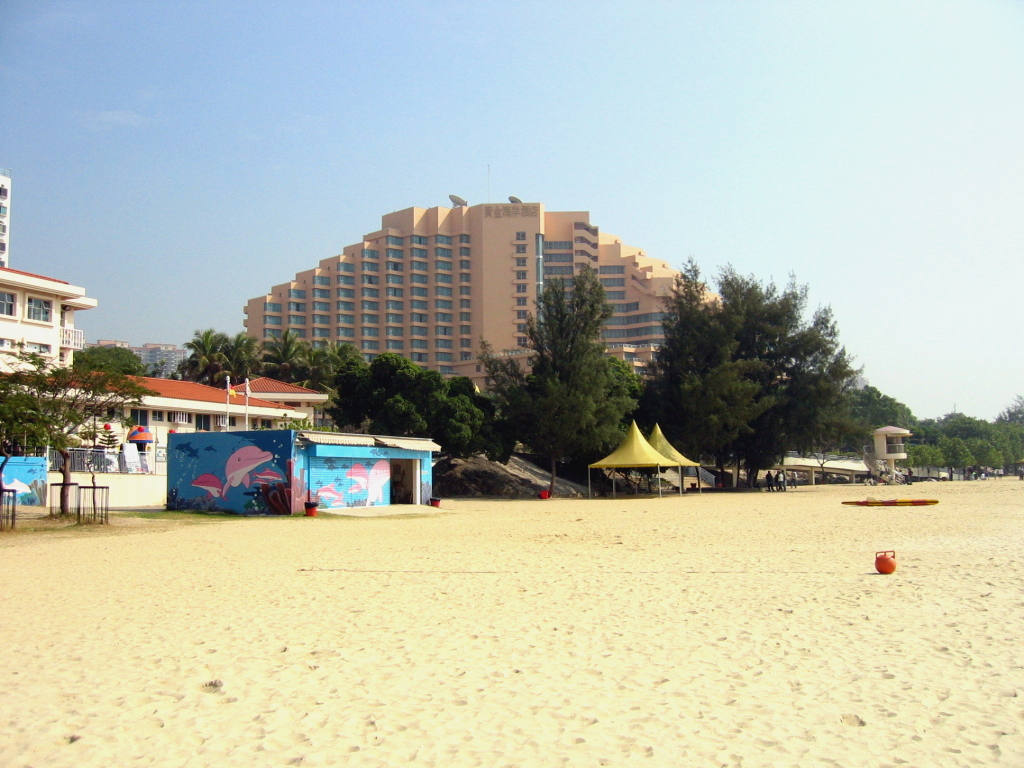
黃金泳灘鄰近香港黃金海岸酒店

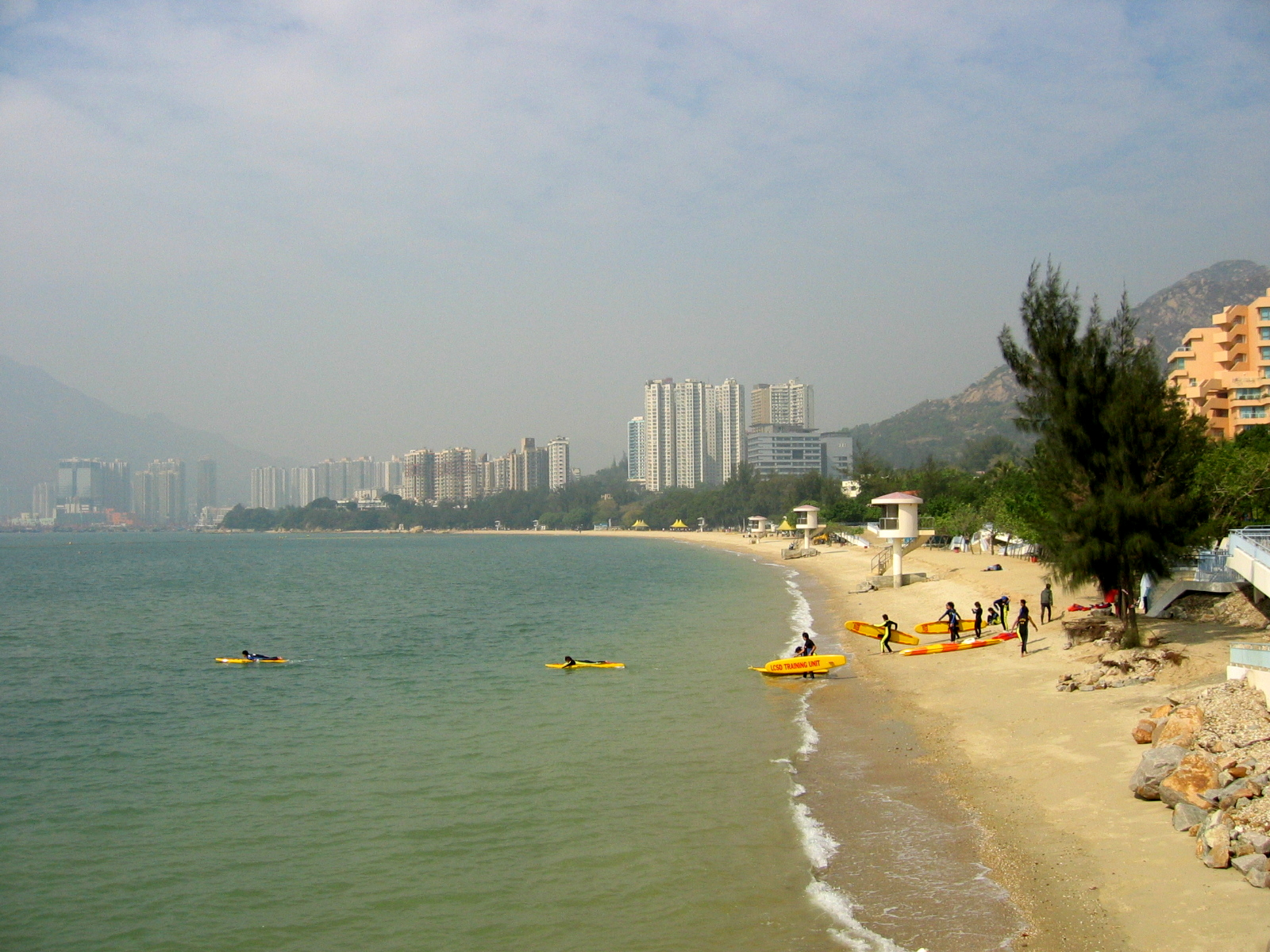
黃金泳灘 (2006年)

22°22′14″N 113°59′20″E / 22.3705°N 113.9889°E
香港黃金泳灘（英語：Golden Beach）位於香港新界青山灣青山公路青山灣段至掃管笏段，泳灘全長0.5公里，佔地約八萬多平方米，並與新咖啡灣、舊咖啡灣及加多利灣相連在同一海岸線之上，泳灘水清沙幼坐擁遼闊景致因而構成新界西邊最長而廣闊的泳灘。
該段泳灘是由香港其中之一家地產發展商信和集團，於九十年代初興建香港黃金海岸項目時一同建造的香港首個用天然海沙鋪設的人造沙灘，當年發展商斥資六千萬遠道由中國海南島而來的柔軟細緻海沙鋪滿現處 ，並於1995年9月正式開放使用，至今仍然是海灘愛好者必到之處。

## 泳灘設施
黃金泳灘毗鄰青山灣畔，是香港首個完全人工沙灘，現為康樂及文化事務署管理的泳灘之一，泳灘並有救生員值勤及設有更衣室、淋浴間、快餐亭、兒童遊樂場、休憩公園、避雨亭及灘外停車場等設施，而在相連之新咖啡灣亦設有沙灘排球場。

## 海沙流失
因為先天環境關係，2005年起黃金泳灘多次出現海沙流失，流失深度足有一米半，靠近酒店一帶多處露出尖石，威脅泳客安全。由於海沙流失，康樂及文化事務署於2009年4月8日起將黃金沙灘近半面積封閉，直至2009年7月底，署方斥資490萬元正式展開重鋪海沙工作，阻止海沙繼續流失。唯到2015年，多個救生亭已變成在海旁，對出的沙地都已被海水淹沒，重鋪海沙工作未如理想。到2018年更出現一米高「懸崖」。

## 水質和環境
根據環境保護署於2008年7月15日的公布，黃金泳灘水質一度是「極差（Very Poor）」，至2010年11月1日，環境保護署抽取的樣本顯示，黃金泳灘水質現回復至「良好」的評級。
黃金泳灘曾經被發現佈滿垃圾，大量垃圾伴隨海浪被沖上沙灘，包括膠盒、藥樽等。

## 影視作品取景
- 2004年無綫電視電視劇《赤沙印記@四葉草.2》

## 圖集

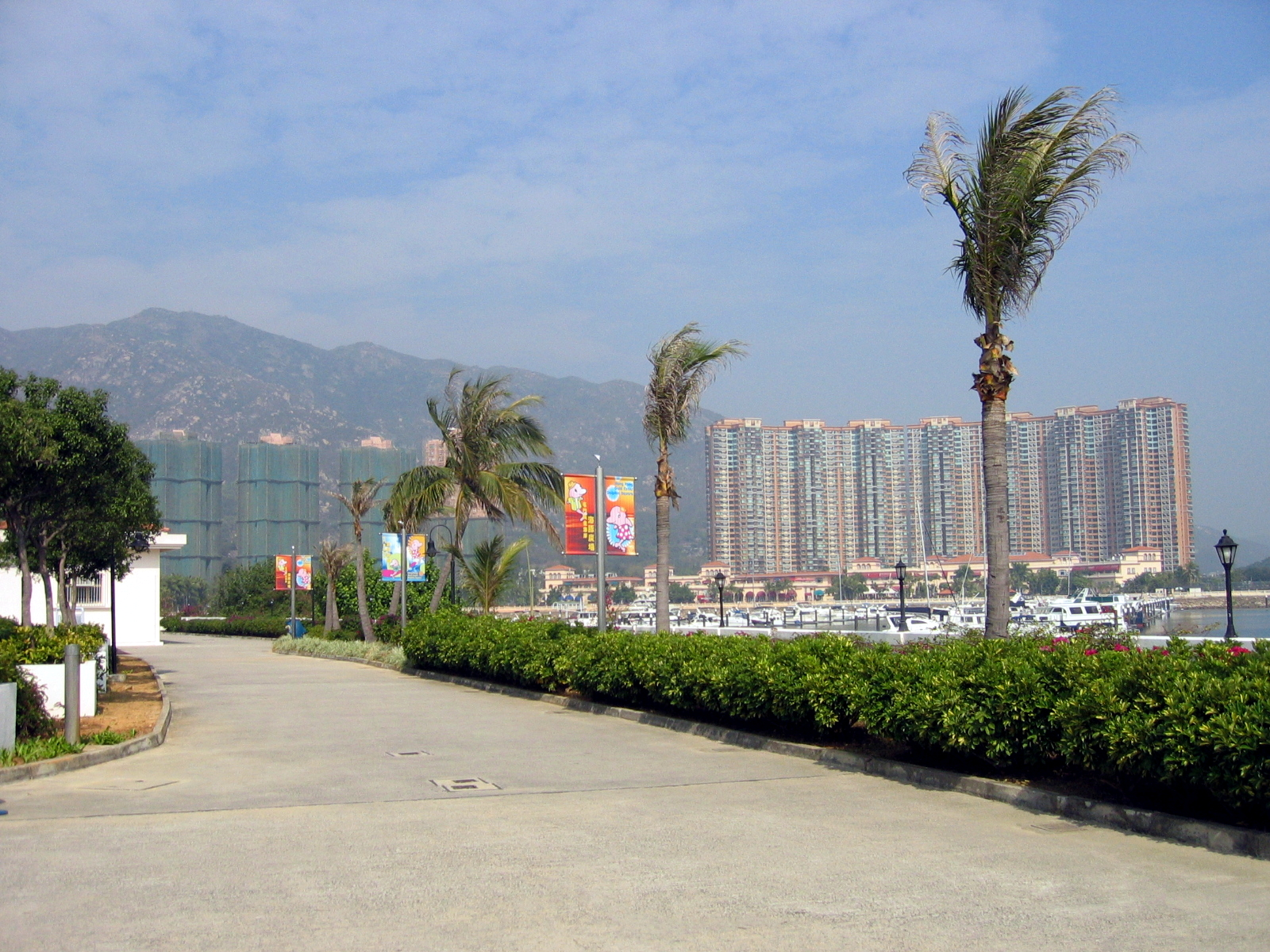
休憩公園
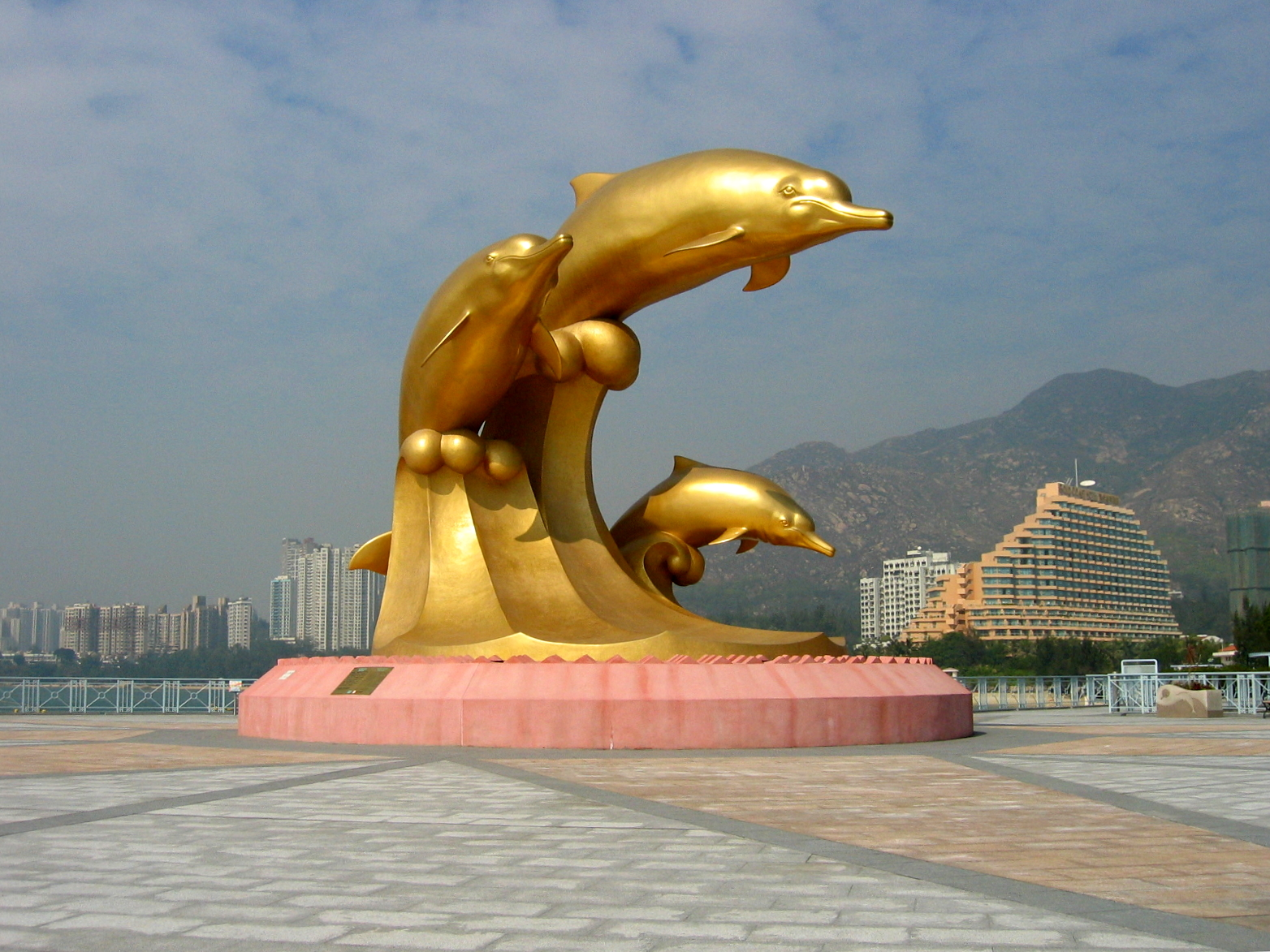
海豚廣場
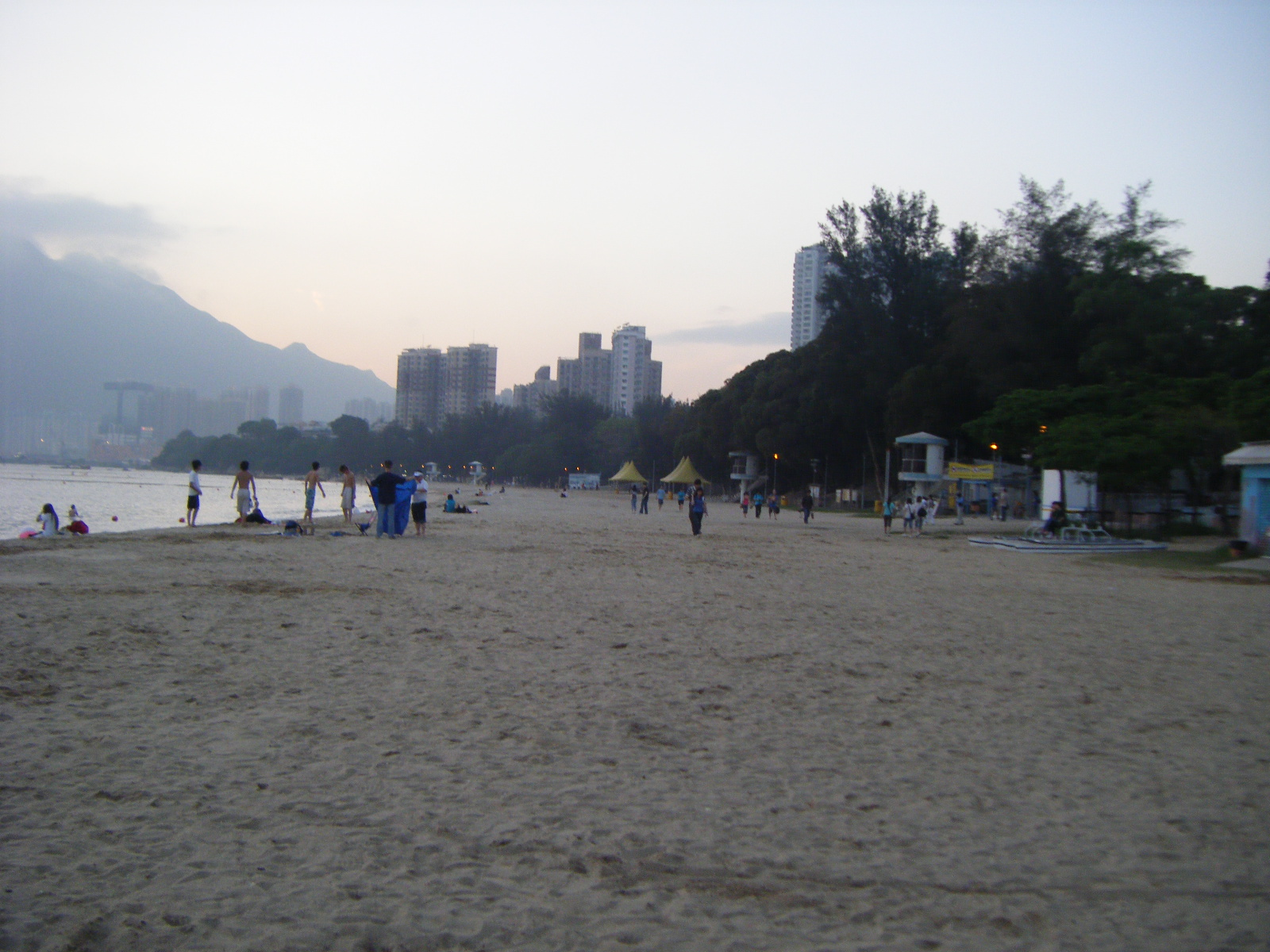
黃昏的黃金泳灘
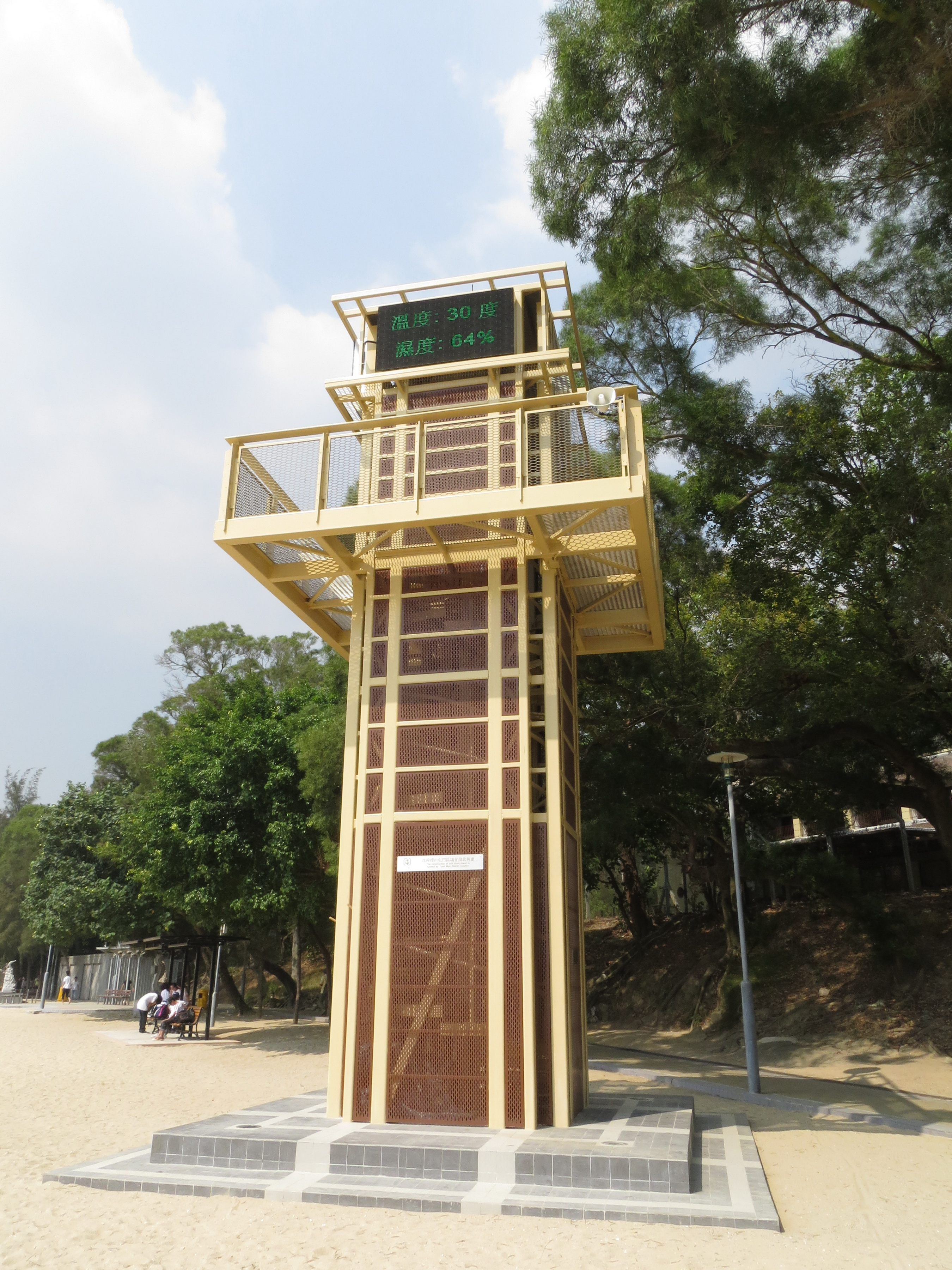
黃金泳灘的鐘樓，由屯門區議會撥款興建。

## 參看
- 龍尾灘